# Mehatpur Basdehra
Mehatpur Basdehra là một thị xã và là một nagar panchayat của quận Una thuộc bang Himachal Pradesh, Ấn Độ.

## Nhân khẩu
Theo điều tra dân số năm 2001 của Ấn Độ, Mehatpur Basdehra có dân số 8686 người. Phái nam chiếm 54% tổng số dân và phái nữ chiếm 46%. Mehatpur Basdehra có tỷ lệ 66% biết đọc biết viết, cao hơn tỷ lệ trung bình toàn quốc là 59,5%: tỷ lệ cho phái nam là 70%, và tỷ lệ cho phái nữ là 62%. Tại Mehatpur Basdehra, 14% dân số nhỏ hơn 6 tuổi.